# Stratégies obliques
Stratégies obliques (en anglais : Oblique Strategies), sous-titré « Plus de cent dilemmes qui en valent la peine » (Over one hundred worthwhile dilemmas) est un jeu de cartes conçu par Brian Eno et Peter Schmidt, dont la première édition date de 1975.
Chacune des cartes du jeu (au nombre de 113 dans la première édition) porte une indication apparemment énigmatique ou ouverte à diverses interprétations, par exemple « Arrête-toi un moment », « Ce n'est qu'une question de travail » ou « Examine avec attention les détails les plus embarrassants et amplifie-les ». D'après leurs concepteurs, elles peuvent être employées « comme un paquet (un ensemble de possibilités examinées en permanence par l'esprit) ou bien en tirant une carte unique au hasard lorsqu'un dilemme se présente dans une situation de travail ».
Les trois premières éditions du jeu, datant de 1975, 1978 et 1979, furent produites en quantités limitées (500 pour la première). Une quatrième édition, privée, a été produite à 4 000 exemplaires en 1996.
Une cinquième édition a paru en 2001.
Il existe également des éditions en français et en japonais.